# La Conner's Rainbow bridge
Le La Conner's Rainbow bridge, ou pont arc-en-ciel de La Conner, permet de rejoindre l'île Fidalgo depuis la ville de La Conner, au-dessus du canal de Swinomish dans le comté de Skagit (État de Washington) aux États-Unis.
Il s'agit d'un pont en arc à tablier intermédiaire en acier, construit en 1957, d'une longueur totale de 242,90 m et d'une portée principale de 176,80 m.

## Photographies

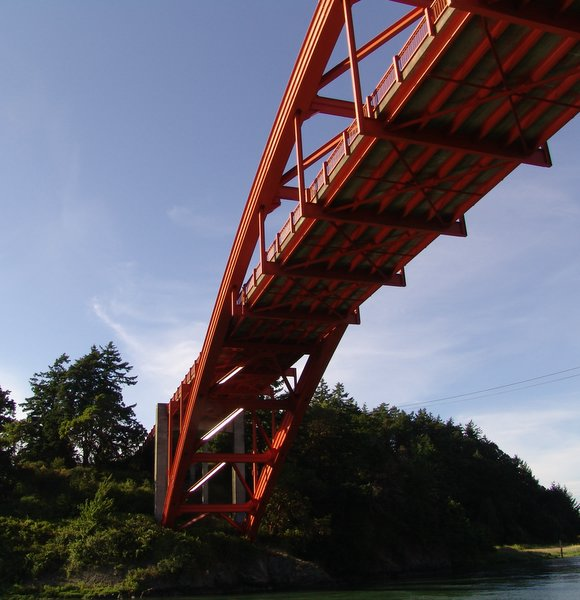
Dessous du tablier.

## Sources et références
1. ↑  Bridgehunter.com - Rainbow Bridge